# Cephalops signatus
Cephalops signatus är en tvåvingeart som först beskrevs av Becker 1900.  Cephalops signatus ingår i släktet Cephalops och familjen ögonflugor. Inga underarter finns listade i Catalogue of Life.